# Moussem
Le moussem, appelé également waada dans certaines régions d’Algérie, agdud en berbère,, ou mouggar dans le sud-ouest du Maroc (berbère Tachelhit),, désigne en Afrique du Nord une fête régionale annuelle qui associe une célébration coutumière, qui peut parfois être religieuse (souvent pour honorer un saint) à des activités festives et commerciales.

## Algérie

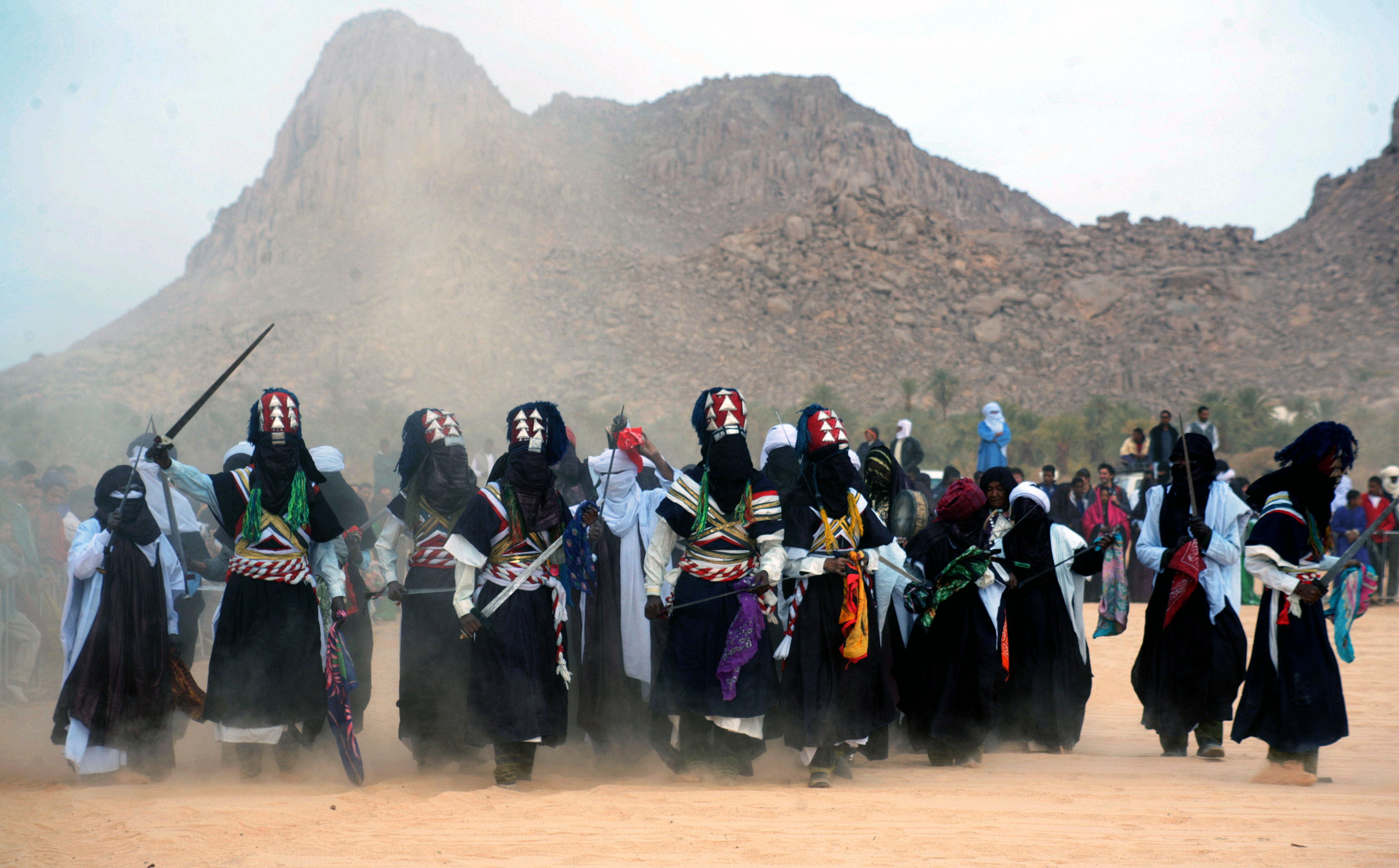
Sebiba dans l'oasis de Djanet.

L'Algérie compte de nombreuses festivités appelées dans certaines régions : moussem ou waada ou rekb. Ces festivités sont pour la plupart des manifestations culturelles liées à la récolte, aux saints musulmans ou à la nature. Ces fêtes locales sont majoritairement religieuses mais aussi profanes. L'origine du nom rekb ou waâda vient du mot waâd signifiant « rencontre » et « rassemblement ».
Le moussem algérien le plus important du territoire est celui de l’oasis de Béni Abbès.
Certains sont classés au patrimoine mondial immatériel de l'Unesco
- le pèlerinage annuel au mausolée Sidi Abdelkader à El Abiodh Sidi Cheikh[9] ;
- le Sbuâ, cette manifestation religieuse est fêtée pendant sept nuits et sept jours, elle célèbre la naissance de Mahomet (Mawlid) en plusieurs rites propres à la région du Gourara. Elle se déroule dans les vieux ksar, les oasis, les mausolées de saints musulmans et de marabouts[10] ;
- le rituel et les cérémonies de la Sebeïba dans l'oasis de Djanet[11] ;

Parmi les moussems et waada algériens, on peut citer :

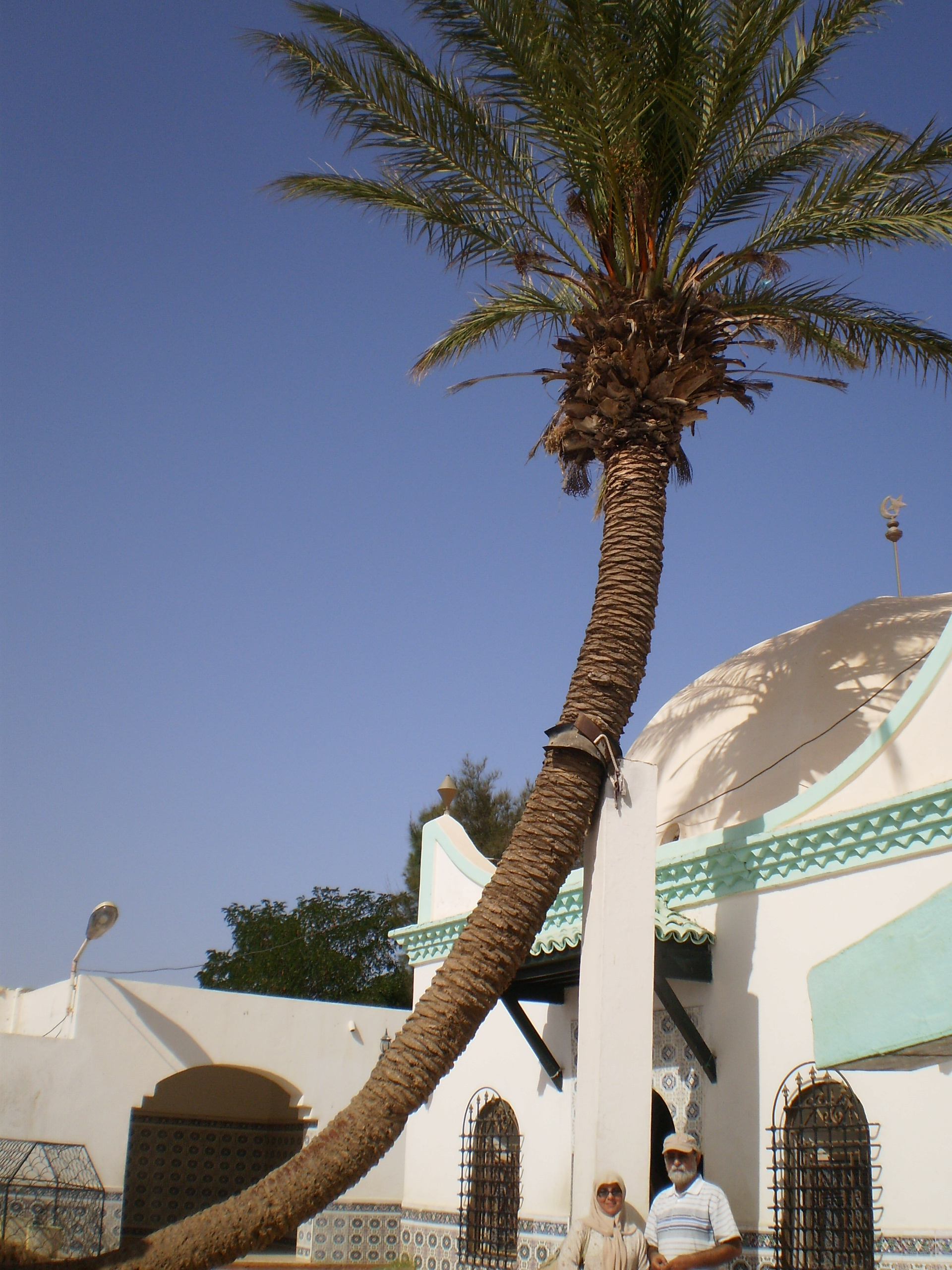
Mausolée de Sidi Lakhdar Ben Khlouf

- le tafsit (« les couleurs du printemps ») : cette festivité est propre à la région du Hoggar. Elle marque aujourd'hui l’avènement du printemps se célèbre pendant trois jours. Durant le tafsit, plusieurs activités aujourd'hui sont proposées comme la randonnée au cœur du Sahara, l'élection de « Miss Hoggar », du meilleur artisan, du plus beau dromadaire[12].
- le Moussem des dattes de Taghit (« la fête de la datte ») : ce moussem est fêté à la fin de chaque mois d’octobre coïncidant à la récolte des dattes qui est la principale ressource agricole de la Saoura[12] ;
- le Moussem de Mâatkas (« la fête de la Poterie »): la fête de la poterie se déroule chaque été durant le mois de juin, dans la région de Mâatkas en Kabylie dans la wilaya de Tizi Ouzou. Le métier de la poterie dans cette région est essentiellement féminin[12] ;
- le Moussem du corail d'El Kala : il s'agit du moussem le plus important de l'extrême nord-est algérien, célébré en été durant le mois d'août. Il réunit de nombreux pêcheurs, artisans et commerçants.[réf. nécessaire] ;
- le Moussem des fraises de Skikda : il célèbre la récolte des fraises en musique traditionnelle[13]
- la Waada de Sidi Lakhdar Ben Khlouf, le plus important moussem dans le wilaya de Mostaganem[14] ;
- la Waada de Sidi El Hasni (wilaya d'Oran)[15] ;
- la Waada de Sidi Yahia Bensfia[16] (wilaya de Tlemcen) ;
- la waada d'Asla dans la wilaya de Naama, en l'honneur de Sidi Ahmed El Mejdoub[17].

## Maroc
Au Maroc, près de 600 à 700 moussems existent. Certains sont très célèbres et attirent, en plus des tribus locales, des touristes marocains ou étrangers. On peut citer :
- le Moussem de Sidi Bouabid Cherki à Bejaâd (septembre) ;
- le Moussem des amandiers, à Tafraout (février) ;
- le Moussem des cerises, à Sefrou (juin) ;
- le Moussem des dattes, à Arfoud (octobre) ;
- le Moussem des fiançailles, à Imilchil (septembre) ;
- le Moussem du miel, à Imouzzer des Ida-Outanane (août) ;
- le Moussem de Moulay Abdellah Amghar, à Moulay Abdellah, près d'El Jadida (août)[19] ;
- le Moussem des roses, à Kalaat M'Gouna (mai) ;
- le Moussem de Sidi Ahmed Belahcen, à Médiouna (juillet) ;
- le Moussem de Tan-Tan, à Tan-Tan, « inscrit en 2008 sur la liste représentative du patrimoine culturel immatériel de l'humanité (originellement proclamé en 2005) »[20] ;
- le Moussem des Regragas, organisé par la confrérie des Chiadmas à Essaouira ; les festivités durent 40 jours et débutent chaque année avec l'équinoxe de printemps.